# Остин, Ллойд
Ллойд Джеймс О́стин III (англ. Lloyd James Austin III; род. 8 августа 1953, Мобил, Алабама, США) — американский государственный и военный деятель, генерал. Министр обороны США с 2021 по 2025, первый афроамериканец на этом посту. В 2013—2016 годах глава Центрального командования вооружённых сил США.

## Биография

### Ранние годы, образование
Ллойд Джеймс Остин III родился 8 августа 1953 года в Мобиле, штат Алабама. Рос в Томасвилле, штат Джорджия. Окончил Военную академию США (Уэст-Пойнт, штат Нью-Йорк) со степенью бакалавра в июне 1975 года. Также получил степень магистра в области образования в Обернском университете и степень магистра по управлению бизнесом в Вебстерском университете.
Выпускник Армейского командно-штабного колледжа США и Армейского военного колледжа США.

### Военная карьера
По окончании Уэст-Пойнта Остину было присвоено звание лейтенанта. Первым его назначением стала 3-я (механизированная) пехотная дивизия в Германии, он служил там командиром стрелкового взвода в 1-м батальоне 7-го пехотного полка и командиром разведроты там же. После прохождения курсов усовершенствования пехотных офицеров его назначили в 82-ю воздушно-десантную дивизию в Форт-Брэгге, штат Северная Каролина, где он командовал ротой боевой поддержки 2-го батальона (воздушно-десантного) 508-го пехотного полка и служил помощником командира 1-й бригады 82-й воздушно-десантной дивизии.
В 1981 году Остин был направлен в Индианаполис, штат Индиана, где служил командиром района набора рекрутов армии США, позже назначен командиром роты в батальоне рекрутов армии США. Вернувшись в университет Оберн, он завершит исследования для степени магистра в области образования. Будет направлен в Военную академию США в Уэст-Пойнте, штат Нью-Йорк, где служил в должности командира боевой роты. По окончании Армейского командно-штабного колледжа США, Форт Ливенворт, штат Канзас, Остин направлен в 10-ю горнострелковую дивизию, Форт Драм, штат Нью-Йорк, где служил в оперативном отделе и позже командиром 2-го батальона 22-го пехотного полка.
Впоследствии был назначен командиром 1-й бригады 10-й горнострелковой дивизии, а позже в качестве руководителя планов, обучения, мобилизации и безопасности дивизии в Форт Драм, штат Нью-Йорк.
В 1993 году Остин вернулся в 82-ю воздушно-десантную дивизию в Форт-Брэгге, штат Северная Каролина, где служил в должности командира 2-го батальона 505-го парашютно-пехотного полка. Позже служил начальником штаба 82-й воздушно-десантной дивизии. После окончания Армейского военного колледжа США, он командовал 3-й бригадой 82-й воздушно-десантной дивизии в Форт-Брэгге, штат Северная Каролина. Вскоре после командования бригадой он был направлен в Пентагон в Вашингтоне, где служил в качестве начальника оперативного отдела управления совместных операций. В дальнейшем он служил помощником командира 3-й пехотной дивизии (механизированная), Форт Стюарт, штат Джорджия. Он участвовал во вторжении дивизии в Ирак в марте 2003 года.

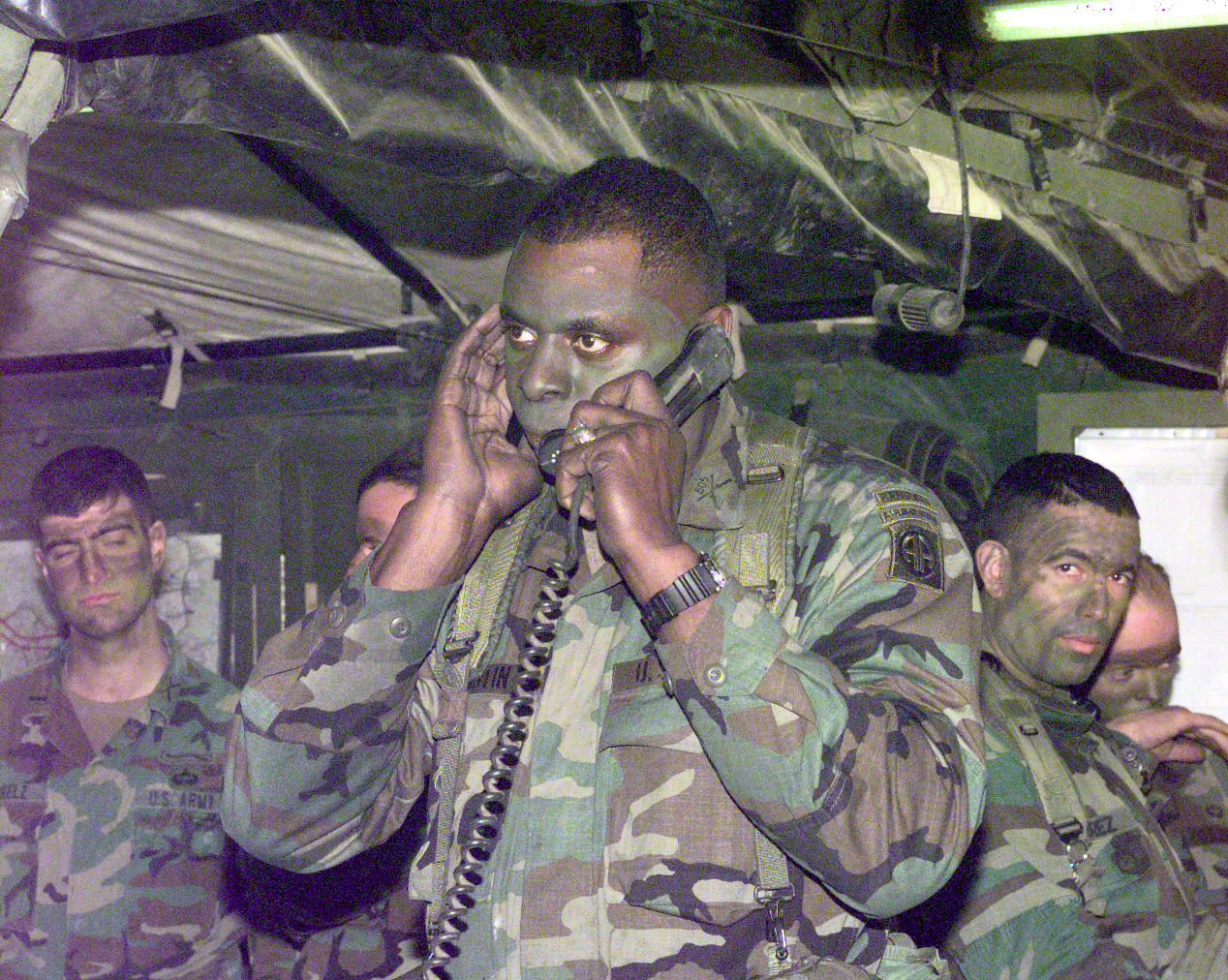
Полковник Ллойд Остин в 1998 году

Остин служил с сентября 2003 по август 2005 года командиром 10-й горнострелковой дивизии, одновременно будучи командующим Комбинированной Объединённой Целевой группой-180 во время Операции «Несокрушимая свобода» — Афганистан. Далее он был начальником штаба в Центральном командовании вооружённых сил США на авиабазе ВВС США Макдилл, в городе Тампа, штат Флорида, с сентября 2005 по октябрь 2006 года.
8 декабря 2006 года Остина повысили до генерал-лейтенанта и он принял на себя командование 18-м воздушно-десантным корпусом, Форт-Брэгг, штат Северная Каролина.
В феврале 2008 года Остин стал вторым по старшинству командующим в Ираке, приняв командование Многонациональным корпусом Ирака (МНК-И), заменив на этом посту генерала Рэймонда Одиерно. Будучи командиром МНК-И, он руководил приблизительно 152,000 совместных и коалиционных сил во всех секторах Ирака.
В августе 2009 года Остин был назначен директором (помощником) при Объединённом комитете начальников штабов.
В сентябре 2010 года был повышен до главнокомандующего американским контингентом в Ираке. На церемонии во дворце Al-Faw Palace в Багдаде, Ирак, он принял пост у генерала Рэймонда Одиерно. На церемонии присутствовали вице-президент США Джо Байден, министр обороны США Роберт Гейтс и адмирал Майкл Маллен (Michael Mullen), председатель Объединённого комитета начальников штабов США.
В декабре 2011 года кандидатура Остина была выдвинута на пост вице-начальника штаба армии США (VCSA) и 31 января 2012 года он принял этот пост. На этом посту он занимался повседневными вопросами бюджета армии и персоналом штаба. Под его руководством в армии были предприняты шаги по сокращению числа самоубийств среди военнослужащих всех рангов. Он также надзирал над психиатрическим лечением персонала, который сочли негодным для службы в армии.
В марте 2013 года Остин стал командующим Центральным командованием Вооружённых сил США. Он стал первым афроамериканцем на этом посту.
Он занимал эту должность до марта 2016 года, после чего ушёл в отставку из вооружённых сил.
После отставки стал членом правления компании Raytheon Technologies.

## Министр обороны США
7 декабря 2020 года было объявлено о назначении Остина на пост министра обороны США в будущем кабинете избранного президента США Джо Байдена. 22 января 2021 года Сенат США утвердил его кандидатуру 92 голосами против двух.
В сентябре 2023 Палата представителей США приняла решение снизить его зарплату до одного доллара за ошибки, допущенные при выводе войск из Афганистана. Данное решение является чисто популистским, поскольку не имеет шансов быть утверждённым Сенатом США.
В декабре 2023 года у Ллойда Остина обнаружен рак простаты, о чём стало известно только 9 января 2024 года.

### Высказывания на посту
Bloomberg 9 апреля 2024 года выпустил статью об ударах по российским нефтеперерабатывающим заводам, создающих риски для нефтяных рынков.
В своём заявлении министр обороны США высказал предостережения, что недавние нанесённые Украиной удары по российским нефтеперерабатывающим заводам способны повлиять на мировые энергетические рынки:

«Эти атаки могут иметь побочный эффект с точки зрения глобальной энергетической ситуации»

## Премии и награды
- Медаль Министерства обороны «За выдающиеся заслуги»
- Медаль Армии США «За выдающиеся заслуги»
- Серебряная звезда (США)
- Медаль «За отличную службу» (США)
- Орден «Легион почёта»
- Медаль «За похвальную службу» (США)
- Медаль похвальной службы (США)
- Единая медаль похвальной службы
- Медаль Армии «За заслуги»
- Медаль достижений Армии

- Значок опытного пехотинца

- Значок парашютиста

- Орден князя Ярослава Мудрого II степени (23 августа 2022 года, Украина) — за значительные личные заслуги в укреплении межгосударственного сотрудничества, поддержку государственного суверенитета и территориальной целостности Украины, весомый вклад в популяризацию Украинского государства в мире[25].
- Большой командорский крест ордена «За заслуги перед Литвой» (10 июля 2023 года, Литва)[26].
- Орден Креста земли Марии II степени (2024 год, Эстония)[27].